# Gramoz Kurtaj
Gramoz Kurtaj (Pristina, 30 aprile 1991) è un ex calciatore tedesco, di ruolo centrocampista.

## Biografia
Nato a Pristina, nell'allora provincia autonoma jugoslava del Kosovo, crebbe in Germania.

## Carriera
Il 13 luglio 2015 passa alla squadra scozzese dell'Hamilton Academical.

## Statistiche

### Presenze e reti nei club
Statistiche aggiornate al 4 marzo 2017.
| Stagione                 | Squadra                  | Campionato               | Campionato | Campionato | Coppe nazionali | Coppe nazionali | Coppe nazionali | Coppe continentali | Coppe continentali | Coppe continentali | Altre coppe | Altre coppe | Altre coppe | Totale | Totale |
| Stagione                 | Squadra                  | Comp                     | Pres       | Reti       | Comp            | Pres            | Reti            | Comp               | Pres               | Reti               | Comp        | Pres        | Reti        | Pres   | Reti   |
| ------------------------ | ------------------------ | ------------------------ | ---------- | ---------- | --------------- | --------------- | --------------- | ------------------ | ------------------ | ------------------ | ----------- | ----------- | ----------- | ------ | ------ |
| 2010-2011                | Hertha Berlino II        | RLN                      | 28         | 0          | CG              | 0               | 0               | -                  | -                  | -                  | -           | -           | -           | 28     | 0      |
| 2011-2012                | Hertha Berlino II        | RLN                      | 22         | 2          | CG              | 0               | 0               | -                  | -                  | -                  | -           | -           | -           | 22     | 2      |
| Totale Hertha Berlino II | Totale Hertha Berlino II | Totale Hertha Berlino II | 50         | 2          |                 | 0               | 0               |                    | -                  | -                  |             | -           | -           | 50     | 2      |
| 2012-2013                | Neustrelitz              | RLN                      | 29         | 4          | CG              | 0               | 0               | -                  | -                  | -                  | -           | -           | -           | 29     | 4      |
| 2013-2014                | Carl Zeiss Jena          | RLN                      | 28         | 1          | CG              | 0               | 0               | -                  | -                  | -                  | -           | -           | -           | 28     | 1      |
| 2014-2015                | Most                     | DL                       | 30         | 6          | CR              | 0               | 0               | -                  | -                  | -                  | -           | -           | -           | 30     | 6      |
| 2015-2016                | Hamilton                 | SPL                      | 34         | 3          | SC+CdL          | 0+1             | 0               | -                  | -                  | -                  | -           | -           | -           | 35     | 3      |
| 2016-2017                | Hamilton                 | SPL                      | 13         | 0          | SC+CdL          | 3+0             | 0               | -                  | -                  | -                  | -           | -           | -           | 16     | 0      |
| Totale Hamilton          | Totale Hamilton          | Totale Hamilton          | 47         | 3          |                 | 4               | 0               |                    | -                  | -                  |             | -           | -           | 51     | 3      |
| Totale carriera          | Totale carriera          | Totale carriera          | 184        | 16         |                 | 4               | 0               |                    | -                  | -                  |             | -           | -           | 188    | 16     |